# Kazuarji
Kazuárji in kázuarji (znanstveno ime Casuariidae) so družina noju podobnih ptic iz reda avstralskih tekačev (Casuariiformes).
Družina ima štiri preživele člane: tri vrste kazuarja in le eno preživelo vrsto emuja. Emuje so prvotno uvrščali v samostojno družino Dromaiidae, danes pa menijo, da so zadosti sorodni kazuarjem, da so lahko del iste družine. Vsi štirje člani družine so zelo veliki ptiči neletalci, katerih prvotna domovina je avstralska celina.

## Vrste
Po današnjem razumevanju družina obsega naslednje taksone:
- Casuarius Brisson, 1760 (kazuar)
  - † C. lydekkeri Rothschild, 1911 ( pigmejski kazuar)
  - C. casuarius (Linnaeus, 1758)  (južni kazuar)
  - C. unappendiculatus Blyth, 1860  (severni kazuar)
  - C. bennetti Gould, 1857 (pritlikavi kazuar)
    - C. b. westermanni (Sclater, 1874)  (Papuanski pritlikavi kazuar)
    - C. b. bennetti Gould, 1857 (Bennettov kazuar)

- Dromaius Vieillot, 1816 (emu)
  - †D. arleyekweke Yates & Worthy 2019
  - †D. ocypus Miller 1963
  - D. novaehollandiae (Latham, 1790) (Emu)
    - †D. n. diemenensis Le Souef, 1907 (tasmanski emu)
    - †D. n. minor Spencer, 1906 (emu otoka King)
    - †D. n. baudinianus Parker, SA, 1984 (emu Kengurujskega otoka)
    - D. n. novaehollandiae (Latham, 1790) (Emu)

- † Emuarius Boles, 1992 (emuar) (pozni oligocen - pozni miocen)
  - † E. gidju (Patterson & Rich 1987) Boles, 1992
  - † E. guljaruba Boles, 2001

## Sistematika in evolucija
Emuji oblikujejo poddružino, ki jo označujejo za tek prilagojene noge. Tako kot pri vseh nojevcih obstaja več teorij o njihovem razvoju in razmerjih. V zvezi s to družino je glavno vprašanje, ali so primitivnejša oblika emuji ali kazuarji. Marsikdo meni, da so več pleziomorfnih lastnosti obdržali slednji, vendar to ne drži nujno. Dvoumni so tudi fosilni zapisi in trenutno stanje genomike ne omogoča zadosti obširnih analiz.